# Ancyloptila
Ancyloptila és un gènere monotípic d'arnes de la família Crambidae. Conté només una espècie, Ancyloptila lactoides, que es troba a les illes Aru.